# 脇本站
脇本站（日语：／ Wakimoto eki */?）是位於日本秋田縣男鹿市，屬於東日本旅客鐵道（JR東日本）的男鹿線車站。此站是由土崎站管理的無人車站，過去設有石油資源開發的專用線，以運送來自申川油田經管道運輸的石油。而該線在廢棄前為日本國內唯一運送原油的路線，相關貨列會向男鹿方向駛至船川港站。但2001年起改用油罐車公路運送，相關貨列及線道皆遭棄用。

## 車站結構

### 站房
現時使用中的為第二代站房，於2016年重建，由於本站於2011年起改為無人站，不再需要過大的站房，加上第一代站房由1914年開站以來一直使用超過100年，結構變得也老化及殘舊，所以2016年9月23日起進行重建工程，在9月28日設置了臨時車站大樓。11月29日竣工並開始使用。
新站房為單層木造平房建築物，佔地9.8平方米。站房和屋頂造形的靈感皆取材自車站西北方的寒風山。站房配置與出戶濱站類近，但採用完全開放式的出入口及閘口設計，站房右側為自由通道，右側為候車室，內設有候車座椅及垃圾箱。本站並沒有設置自動售票機，但在候車室外則裝有「乘車站證明書發行機」，形式與於一人控制列車上車時所取的號碼票相同。而在月台方則額外建有一間細房，用作存放車站打掃物品之用。
站房外前端設有自動售賣機及電話亭，而右側則設有一座男、女及殘疾人士獨立洗手間。並有多達10排的單車停泊場。
通過閘口，直行通過下行路軌的平交道，便可進入月台範圍。

#### 第一代站房

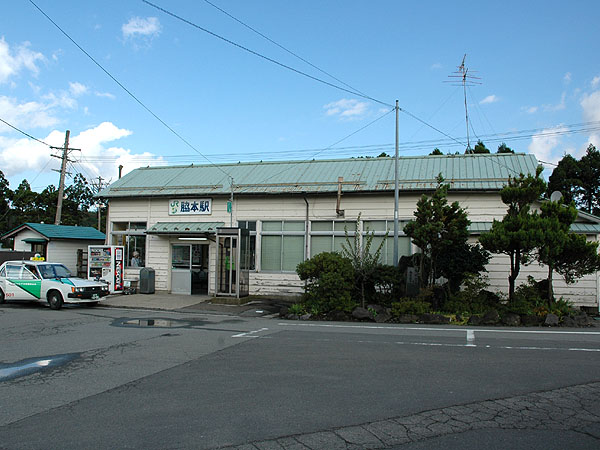
舊車站大樓（2005年10月）

車站大樓在1914年、即車站投入服務時建成，有超過100年歷史，佔地約120平方米。站房與舊二田站、舊船越站為同款，站房左側為正門、附設候車座椅的候車大堂及開放式閘口，右側為舊站務室、驗票窗口及站員留宿的地方。
2011年4月1日無人化前，此站是一座簡易委託車站，當時委托了男鹿市負責平日車站業務及售賣車票事宜。

### 月台
設有1面2線的島式月台，可交會列車。而上、下行路軌旁邉，各自都有2條側線，是過往原油運輸專用線。而站房旁邊則仍保留了舊有的貨物列車專用月台。月台上亦設有一座以鐵皮及組合板所搭成的有蓋候車室。
| 月台     | 路線    | 上下行 | 方向     |
| -------- | ------- | ------ | -------- |
| 靠近站房 | ■男鹿線 | 上行   | 男鹿方向 |
| 遠離站房 | ■男鹿線 | 下行   | 秋田方向 |

## 歷史
- 1914年11月8日：國鐵船川輕便線二田站至此站之間開通，此站啟用。當時位於南秋田郡脇本村（日语：脇本村）[5]。
- 1915年12月1日：船川輕便線此站至羽立站之間開通[6]。
- 1922年9月2日：路線改名為船川線[7]。
- 1968年：路線改名為男鹿線。
- 1984年2月1日：終止行李起卸業務。
- 1987年4月1日：國鐵分割民營化，車站由東日本旅客鐵道（JR東日本）和日本貨物鐵道（JR貨物）營運。
- 2001年3月30日：此日為最後一天運送原油。
- 2002年1月1日：日本貨物鉄道的車站廢止，終止貨物起卸業務。
- 2011年4月1日：成為無人車站[1]。
- 2016年：

- 9月23日：車站大樓重建工程動工。
- 9月28日：臨時車站開始使用。
- 11月29日：新車站大樓開始使用。

- 2018年5月12日：隨著男鹿站變為業務委託車站，管理站變更為土崎站。
- 2023年5月27日：男鹿線全線均可以使用「Suica」[8][9]。

## 使用狀況
| 年度   | 1日平均 乘車人次 | 參考資料        |
| ------ | ---------------- | --------------- |
| 2000年 | 358              | [ 利用客数 1 ]  |
| 2001年 | 338              | [ 利用客数 2 ]  |
| 2002年 | 305              | [ 利用客数 3 ]  |
| 2003年 | 292              | [ 利用客数 4 ]  |
| 2004年 | 269              | [ 利用客数 5 ]  |
| 2005年 | 274              | [ 利用客数 6 ]  |
| 2006年 | 267              | [ 利用客数 7 ]  |
| 2007年 | 251              | [ 利用客数 8 ]  |
| 2008年 | 220              | [ 利用客数 9 ]  |
| 2009年 | 205              | [ 利用客数 10 ] |

2010年度起因變為無人站，JR東日本及男鹿市均不再收錄使用人數的數據。

## 車站周邊
- 秋田縣道226號脇本脇本停車場線（日语：秋田県道226号脇本脇本停車場線）
- 秋田縣道54號男鹿琴丘線（日语：秋田県道54号男鹿琴丘線）
- 國道101號（日语：国道101号）
- 寒風山（日语：寒風山 (秋田県)）登山口
- 男鹿市政廳脇本出張所
- 秋田信用金庫（日语：秋田信用金庫）脇本分店
- 脇本站前簡易郵局
- 脇本郵局
- 脇本診所
- 秋田生剝鬼農業協同組合（日语：秋秋田なまはげ農業協同組合）男鹿分店
- MaxValu（日语：イオン東北）男鹿店
- DCM Homac（日语：DCMホーマック）男鹿店
- 大創男鹿店
- 鶴羽Drug（日语：ツルハホールディングス）男鹿店

## 相鄰車站
東日本旅客鐵道
■男鹿線
船越－脇本－羽立

### 使用狀況
1. ↑  . 東日本旅客鉄道.   [2019-02-22]. （原始内容存档于2019-04-02） （日语）.
2. ↑  . 東日本旅客鉄道.   [2019-02-22]. （原始内容存档于2019-02-22） （日语）.
3. ↑  . 東日本旅客鉄道.   [2019-02-22]. （原始内容存档于2019-04-02） （日语）.
4. ↑  . 東日本旅客鉄道.   [2019-02-22]. （原始内容存档于2019-03-27） （日语）.
5. ↑  . 東日本旅客鉄道.   [2019-02-22]. （原始内容存档于2019-02-23） （日语）.
6. ↑  . 東日本旅客鉄道.   [2019-02-22]. （原始内容存档于2019-04-02） （日语）.
7. ↑  . 東日本旅客鉄道.   [2019-02-22]. （原始内容存档于2019-04-02） （日语）.
8. ↑  . 東日本旅客鉄道.   [2019-02-22]. （原始内容存档于2019-04-02） （日语）.
9. ↑  . 東日本旅客鉄道.   [2019-02-22]. （原始内容存档于2019-04-02） （日语）.
10. ↑  . 東日本旅客鉄道.   [2019-02-22]. （原始内容存档于2019-04-02） （日语）.

## 外部連結
- 車站資訊（脇本）：東日本旅客鐵道（日語）